# 马尔瑟卢瓦 (科多尔省)
马尔瑟卢瓦（法語：Marcellois）是法国科多尔省的一个市镇，属于蒙巴尔区（Montbard）维托县（Vitteaux）。该市镇总面积3.66平方公里，2009年时的人口为37人。

## 人口
马尔瑟卢瓦人口变化图示